# Années 350 av. J.-C.
Les années 350 av. J.-C. couvrent les années de 359 av. J.-C. à 350 av. J.-C.

## Événements
- 357-355 av. J.-C. : guerre des Alliés ou guerre sociale en Grèce[1].
- 356-346  av. J.-C. : troisième Guerre sacrée[2].
- 356  av. J.-C. : incendie du temple d'Artémis à Éphèse[3].
- 355-354 av. J.-C. : siège et prise de Méthone par Philippe II de Macédoine[4].
- Après 355 av. J.-C. : 
  - ascension de la Macédoine qui impose son hégémonie en Grèce à partir de 337 av. J.-C.[5].
  - à l’issue de la guerre sociale, qui marque la fin de la Seconde Confédération maritime athénienne, Athènes obtient de Byzance des garanties pour son approvisionnement en blé (355/340 av. J.-C.)[6].
  - nette reprise de l’exploitation des mines du Laurion[5].

- Vers 355/354-339/338  av. J.-C. : réformes d’Eubule, partisan de la paix et opposé à la politique impérialiste, à Athènes : les excédents budgétaires sont transférés du fond militaire (stratiôtikon) au fond des spectacles (théôrikon), profitant ainsi aux citoyens pauvres. La bonne gestion d’Eubule permet un vaste programme d’urbanisme et la construction de trières. Cette politique donne aux Athéniens quelques années de grande prospérité, mais va aussi entraver leur résistance à Philippe[7].

- 353-350 av. J.-C. : construction du mausolée d’Halicarnasse pour le défunt satrape de la ville, Mausole, par sa sœur et épouse Artémise II[8].
- Vers 350 av. J.-C. : 
  - les Grecs de Marseille incendient la ville gauloise de Martigues[9].
  - les Gaulois s’emparent de Felsina, qui devient Bononia, la ville des Boïens (Bologne)[10]. Les invasions gauloises dans la plaine du Pô ruinent gravement l’économie et la puissance de certaines cités Étrusques.
  - apparition de la monnaie à Carthage et dans la Sicile punique (solde des mercenaires)[11].
  - apparition de la monnaie en Gaule, les pièces étant des copies du « statère » de Philippe II de Macédoine[9].

## Personnages significatifs
- Artaxerxès III.
- Dion de Syracuse.
- Pétosiris, sage égyptien, grand prêtre de Thot (v. -350/-330).
- Philippe II de Macédoine.
- Shang Yang, légiste chinois.